# 上林千恵子
上林 千恵子（かみばやし ちえこ、1949年 - ）は、日本の社会学者。専門は産業社会学。法政大学名誉教授。経営関連学会協議会副理事長、ケンブリッジ大学クレアホール客員教授なども務めた。冲永賞受賞。

## 人物・経歴
東京都生まれ。1973年一橋大学社会学部卒業。南博ゼミナール出身。1976年東京大学大学院社会学研究科修士課程修了、社会学修士。1979同博士課程単位取得満期退学。
1979年から1991年まで東京都立労働研究所非常勤研究員を務め、1991年から江戸川大学社会学部専任講師。1994年江戸川大学社会学部助教授。1996年法政大学社会学部教授。2001年から2002年までケンブリッジ大学クレアホール客員教授。
専門は産業社会学。技能実習制度を一貫した研究テーマとしており、1989年からの20年以上に渡る調査結果をまとめた『外国人労働者受け入れと日本社会』で第30回（平成27年度）冲永賞を受賞した。
内閣府男女共同参画推進連携会議議員、防衛省防衛人事審議会委員、厚生労働省労働政策審議会臨時委員なども務める。2013年には国会同意人事案として人事官への起用が提示されたが、ねじれ国会の参議院本会議において、民主党、日本維新の会、日本共産党、生活の党など野党の反対で不同意となった。
2020年退職、法政大学名誉教授。外国人技能実習機構評議員、衆議院法務委員会参考人、日本労務学会理事、富山県外国人材活躍・多文化共生推進プラン策定委員会委員、厚生労働省研修・技能実習制度研究会委員等も歴任した。2021年経営関連学会協議会副理事長。

## 著書
- 『外国人研修生・技能実習生の技能習得と生活適応に関する研究』法政大学 1995年
- 『中小企業の育児支援と育児休業制度』法政大学社会学部学会 2001年
- 『外国人労働者受入れ制度の定着過程』法政大学 2004年
- 『よくわかる産業社会学』（編著）ミネルヴァ書房 2012年
- 『外国人労働者受け入れと日本社会』東京大学出版会 2015年